# Royal Albert Hall October 10 1997
Live at the Royal Albert Hall är ett livealbum av den engelska space rock-gruppen Spiritualized, inspelat 10 oktober 1997 i Royal Albert Hall i London och utgivet 10 november 1998.

## Låtlista
Samtliga låtar skrivna av Jason Pierce, om annat inte anges.
1. "Intro" - 4:17
2. "Shine a Light" - 7:12
3. "Electric Mainline" - 6:59
4. "Electricity" - 3:29
5. "Home of the Brave" - 3:27
6. "The Individual" - 2:55
7. "Medication" - 6:37
8. "Walking With Jesus" (Jason Pierce/Sonic Boom) - 4:16
9. "Take Your Time" - 6:44
10. "No God Only Religion" - 3:55
11. "Broken Heart" - 5:52
12. "Come Together" - 6:55
13. "I Think I'm in Love" - 10:08
14. "Cop Shoot Cop" - 16:33
15. "Oh Happy Day" (Phillip Doddridge/Edward Rimbault) - 5:50